# Vaisheshika
Vaisheshika (Sanskriet: वैशॆषिक) is een van de zes orthodoxe of astika filosofische scholen (darsana's) van het hindoeïsme en werd gesticht door de Indiase (eigenlijk Afghaanse) filosoof Maharshi Kanada rond de tweede eeuw voor de jaartelling. Het lijkt erop dat de school beïnvloed werd door de boeddhistische school Sarvastivada.
Kanada kwam met de nieuwe idee dat ieder gevolg een effect moet hebben (Karanabhavat karyabhavah - waar geen oorzaak is, treedt ook geen effect op). Hij poneerde daarop een oorzaak voor de kosmische kracht met paramāṇu (atomen) en noemde die uiteindelijke oorzaak Ishvara. De Ishvara (God) van de vaisheshika is echter niet geheel gelijk aan de latere betekenis die aan dit concept werd gegeven van een eeuwige, alwetende en alomtegenwoordige Ishvara. De veel latere school van Shankara noemde Ishvara als algemeen principe van capaciteit. De atomen zijn overigens onderverdeeld naar element: lucht, vuur, water en aarde. Ieder is ook weer verbonden met een zintuig. Zo is vuur verbonden met aanraking en kleur. Aarde is verbonden met aanraking, kleur, smaak en geur.
In de vaisheshika is de relatie tussen Ishvara en de schepping dus nog onduidelijk, waardoor de vaisheshika een dualistische filosofie of theologie is. De God van de vaisheshika is geen schepper en bemoeit zich niet met de wereld nadat hij de wetten van het functioneren heeft teweeggebracht. Halverwege het bestaan van deze school ontstond de mimamsa-school.